# 合安九客运专线
合安九客运专线或称合九客运专线，正式名称为京港高铁合安段、安九段，是一条连接中华人民共和国安徽省合肥市与江西省九江市的铁路，是八纵八横高速铁路主通道之一京港（台）通道的重要组成部分，正线全长340公里，客运专线等级，设计时速为350公里，分为合安客运专线和安九铁路两段铁路工程建设。2020年12月22日，合安段开通运营；2021年12月30日，安九段开通运营。

## 概况
合安九客运专线在从合肥西站引出，一路南下经合肥市肥西县、庐江县、六安市舒城县、安庆市桐城市、怀宁县、引入安庆西站，后转西南方向经怀宁县、潜山县、太湖县、宿松县、湖北省黄冈市黄梅县、于鳊鱼洲跨越长江至江西省九江市，引入既有的庐山站，与京九铁路、昌九城际铁路连接。铁路建设时同步修建宁西货车外绕线、合九货车联络线、合肥南站至肥西站联络线等相关工程。

## 历史

### 前期规划
2010年3月，安徽省提出合肥—安庆（池州）—九江等城际铁路。2012年10月规划分为合肥—安庆城际铁路和安庆（池州）—九江城际两部分。2013年9月曾规划以时速250km建设，后于2014年6月调整为350km/h。
合肥至安庆段
2015年4月8日，新建铁路合肥至安庆客运专线环评第一次公示。同年8月31日，本线环境影响评价发布第二次公示及报告书简本。9月16日，环境影响报告书全文公示。11月9日，国家发展改革委批复了新建合肥至安庆铁路可行性研究报告。
安庆至九江段
2015年5月18日，新建安庆至九江铁路工程进行社会稳定风险公示。6月8日，本线环境影响评价第一次公示，此时过长江方案规划为接入京九线孔垄站
2015年6月9日至12日，新建合安九客专（安庆至九江段）工程可研报告评审会决定，从黄梅新建线路直接接入到九江的庐山站，不再借用京九线九江长江大桥。
同年9月2日，本项目环境影响报告书简本公示，新建安庆至九江铁路环境影响评价第二次公示。9月17日，新建安庆至九江铁路环评报告全本公示，同日江西段关于新建安庆至九江铁路工程规划选址的批前公示。
9月24日，安庆至九江铁路环评全本公示。
9月25日，环境保护部公示本项目环境影响评价文件的受理情况。
11月3日，环境保护部公告，拟对本项目环境影响评价文件进行审查。
12月2日，环境保护部批复了本项目的环境影响报告书。
2016年12月23日，国家发展改革委批复了新建安庆至九江铁路可行性研究报告。

### 开工建设
合肥至安庆段
2015年12月25日，合安客运专线开工建设。
安庆至九江段
2017年9月30日，安九高速铁路安徽段开工建设。
2018年4月10日，安九铁路的关键控制工程鳊鱼洲长江铁路大桥开建。
2021年6月3日，安九铁路鳊鱼洲长江铁路大桥成功完成合龙，7月18日全线无砟轨道铺设完成。
2021年9月10日，安九高铁正线轨道全部贯通。

### 试运行及开通运营
合安客运专线于2020年11月13日开始进入试运行阶段，计划于12月中旬具备开通运营条件。合安客运专线（京港高速线合安段）于2020年12月22日开通运营。
安九铁路（京港高速线安九段）于2021年12月30日开通运营。

## 沿途车站
| 合安九客运专线 |          |          |          |                     |                                              |                                                        |                                                                                           |
| 站点名称       | 所在地区 | 所在地区 | 所在地区 | 距起点里程 （公里） | 规模                                         | 连接线路                                               | 备注                                                                                      |
| 合肥西站       | 安徽省   | 合肥市   | 包河区   | 2.32                | 8台18线 （本线3台9线）                       | 合宿高速铁路 蚌福联络线                                | 暂未建成，目前本线可经肥西联络线至合肥南站                                                |
| 肥西站         | 安徽省   | 合肥市   | 肥西县   | 21.35               | 4台9线 （本线2台6线）                        | 合九铁路                                               |                                                                                           |
| 舒城东站       | 安徽省   | 六安市   | 舒城县   | 52.00               | 2台4线                                       |                                                        |                                                                                           |
| 庐江西站       | 安徽省   | 合肥市   | 庐江县   | 86.35               | 2台6线                                       | 规划合肥至池州铁路                                     |                                                                                           |
| 桐城东站       | 安徽省   | 安庆市   | 桐城市   | 116.8               | 2台4线                                       |                                                        |                                                                                           |
| 桐城南站       | 安徽省   | 安庆市   | 桐城市   | 135.85              | 2台4线                                       |                                                        |                                                                                           |
| 安庆西站       | 安徽省   | 安庆市   | 怀宁县   | 163.78              | 2台6线                                       | 经双岭联络线往安庆站 在建六庆高速铁路                  |                                                                                           |
| 潜山站         | 安徽省   | 安庆市   | 潜山市   | 190.02              | 2台4线                                       | 在建六庆高速铁路                                       | 原名潜山南站，因为六安-安庆铁路到潜山后规划为并站分场，放弃潜山北站方案，故改名为潜山站。 |
| 太湖南站       | 安徽省   | 安庆市   | 太湖县   | 220.63              | 2台4线                                       |                                                        |                                                                                           |
| 宿松东站       | 安徽省   | 安庆市   | 宿松县   | 252.26              | 2台4线                                       | 规划宿望宣城际                                         |                                                                                           |
| 黄梅东站       | 湖北省   | 黄冈市   | 黄梅县   | 278.17              | 2台4线                                       | 黄黄高速铁路                                           | 原名黄梅南站                                                                              |
| 黄梅南站       | 湖北省   | 黄冈市   | 黄梅县   | 292.67              | 2台4线                                       | 经孔垄联络线往孔垄站                                   | 原名孔垄北站， 列车可在此通过联络线， 来往本线和九江站。                                  |
| 庐山站         | 江西省   | 九江市   | 柴桑区   | 322.79              | 8台25线 （本线新建2台4线与普速场共用1台3线） | 京九铁路 武九铁路 昌九城际线 武九客运专线 昌九高速铁路 |                                                                                           |

## 沿线桥隧
| 名称               | 位置                      | 跨越/穿过 | 长度（米） |
| ------------------ | ------------------------- | --------- | ---------- |
| 鳊鱼洲长江铁路大桥 | 湖北省黄梅县 江西省九江市 | 长江      | 3537       |

## 走向方案
这条铁路起初由安徽方面提出，故早期的过江方案也是推荐符合该省利益的宿松过江方案，这一方案在随后被基本确认。
然而这个方案的建设意味着江西段要建设跨鄱阳湖大桥，而九江到池州的城际铁路也就没有必要建设了，九江站就算近期和京九线、铜九线共用远期也一定要建设新线，拆迁成本高，此外本方案也不经过湖北的黄梅县，因此走向产生争议。
2015年4月传出从鳊鱼洲过江，鳊鱼洲在九江长江二桥的上游，从这里过江对面就是黄梅县境内。
2015年5月份的文件确认过江的是货运线路的过江方案，客运线路将将经过黄梅县县城附近并最终接轨孔垄站，而京九铁路的在此段的货运将通过新建过江货运线路绕开。
2015年6月的报道中再次确认将变动，新建客运线路将从鳊鱼洲过江直接接轨到九江的庐山站，随后的第二次公示正式确认。